# Lista kanonierek parowych United States Navy
Lista zawiera kanonierki parowe służące bądź budowane dla United States Navy. Często ze względu na różnice w klasyfikacjach niektóre jednostki są klasyfikowane także jako uzbrojone parowce.

## typ Unadilla
- USS "Aroostook"
- USS "Cayuga"
- USS "Chippewa"
- USS "Chocura"
- USS "Huron"
- USS "Itasca"
- USS "Kanawha"
- USS "Katahdin"
- USS "Kennebec"
- USS "Kineo"
- USS "Marblehead"
- USS "Ottawa"
- USS "Owasco"
- USS "Pembina"
- USS "Penobscot"
- USS "Pinola"
- USS "Sagamore"
- USS "Sciota"
- USS "Seneca"
- USS "Tahoma"
- USS "Unadilla"
- USS "Winona"
- USS "Wissahickon"

## typ Octorara
- USS "Cimarron"
- USS "Conemaugh"
- USS "Genesee"
- USS "Mahaska"
- USS "Maratanza"
- USS "Miami"
- USS "Octorara"
- USS "Paul Jones"
- USS "Port Royal"
- USS "Sebago"
- USS "Sonoma"
- USS "Tioga"
- USS "Huron"

## typ Kansas
- USS "Kansas"
- USS "Maumee"
- USS "Nipsic"
- USS "Nyack"
- USS "Pequot"
- USS "Saco"
- USS "Shawmut"
- USS "Yantic"

## typ Sassacus
- USS "Agawam"
- USS "Algonquin"
- USS "Ascutney"
- USS "Chenango"
- USS "Chicopee"
- USS "Eutaw"
- USS "Iosco"
- USS "Lenapee"
- USS "Mackinaw"
- USS "Massasoit"
- USS "Mattabesett"
- USS "Mendota"
- USS "Metacomet"
- USS "Mingoe"
- USS "Osceola"
- USS "Otsego"
- USS "Pawtuxet"
- USS "Peoria"
- USS "Pontiac"
- USS "Pontoosuc"
- USS "Sassacus"
- USS "Shamrock"
- USS "Tacony"
- USS "Tallahoma"
- USS "Tallapoosa"
- USS "Wateree"
- USS "Winooski"
- USS "Wyalusing"

## typ Mohongo
- USS "Ashuelot"
- USS "Mohongo"
- USS "Monocacy"
- USS "Muscoota"
- USS "Shamokin"
- USS "Suwanee"
- USS "Winnepec"

## inne
- USS "Ammonoosuc"
- USS "Neshaminy"
- USS "Wampanoag"
- USS "Tennessee"
- USS "Pompanoosuc"
- USS "Chattanooga"
- USS "Idaho"
- USS "Antietam"
- USS "Guerriere"
- USS "Minnetonka"
- USS "Piscataqua"
- USS "Albany"
- USS "Worcester"
- USS "Severn"
- USS "Congress"
- USS "Algoma"
- USS "Alaska"
- USS "Omaha"
- USS "Plymouth"
- USS "Galena"
- USS "Mohican"
- USS "Nantasket"
- USS "Quinnebaug"
- USS "Resaca"
- USS "Swatara"
- USS "Marion"
- USS "Quinnebaug"
- USS "Swatara"
- USS "Vandalia"
- USS "Alert"
- USS "Huron"
- USS "Ranger"
- USS "Adams"
- USS "Alliance"
- USS "Enterprise"
- USS "Nipsic"